# Juan Nepomuceno Barrundia Cepeda
Juan Nepomuceno Barrundia Cepeda kurz Juan Barrundia (* Guatemala-Stadt; † 1854) war von 12. Oktober 1824 bis 9. September 1826 und vom 30. April bis zum 23. August 1827 Jefe Supremo der Provinz Guatemala in der Zentralamerikanischen Konföderation.

## Leben
Seine Eltern waren Teresa Cepeda und Martín Barrundia. Sein Bruder war José Francisco Barrundia y Cepeda. Juan Barrundia war leitendes Mitglied der Fiebres wie die Partido Liberal genannt wurde.
Die am 5. Mai 1824 gewählte verfassungsgebende Versammlung für die Provinz Guatemala trat am 16. September 1824 zum ersten Mal in Antigua Guatemala zusammen und wählte Alejandro Díaz Cabeza de Vaca, Juan Barrundia, Cirilo Flores in die Provinzleitung.
Alejandro Díaz Cabeza de Vaca übernahm als erster das Amt des Supremo Jefe, er wurde von Juan Barrundia am 12. Oktober 1824 abgelöst.
Mit Manuel José Arce y Fagoaga war die Exekutive der Zentralamerikanischen Konföderation in der Hand der Moderados, wie sich die Partido Conservador damals nannte. Arce löste das von Liberalen dominierte Parlament der Zentralamerikanischen Konföderation auf und im April 1826 wollte er Juan Barrundia als Jefe Supremo der Provinzregierung absetzen.
Regierungssitz der Föderationsregierung war bis 1835 Guatemala-Stadt. Die liberale Provinzregierung verlegte ihren Sitz 1826 von Antigua Guatemala über San Martín Jilotepeque (Chimaltenango (Departamento)) nach Quetzaltenango.
Am 17. Juni 1826 wurde der Condottiere Nicolás Louís Raoul von Truppen der zentralamerikanische Konföderation festgenommen. Juan Barrundia intervenierte und entsandte Truppen, um ihn zu befreien. Im Juli 1826 wurde daraufhin Juan Barrundia von Truppen der zentralamerikanische Konföderation unter Manuel Montúfar y Coronado auf Befehl von Manuel José Arce y Fagoaga festgenommen.
Am 11. Juli 1836 kaufte er ein Grundstück in Chalchihuitepeque, Departamento Santa Rosa mit 14,75 Caballerías (665 ha).